# Hidroquerins
Els hidroquerins (Hydrochoerinae) són una subfamília de càvids que conté dos gèneres vivents, Hydrochoerus (capibares) i Kerodon. A més, una sèrie de gèneres extints relacionats amb el capibara també es classifiquen dins aquesta subfamília. La taxonomia dels hidroquerins resulta confusa pel fet que, fins fa poc, el capibara i els seus parents extints eren classificats dins la seva pròpia família, la dels hidroquèrids. Estudis filogenètics moleculars recents indiquen una estreta relació entre Hydrochoerus i Kerodon, donant suport a la classificació d'ambdós gèneres en una subfamília dels càvids. Les classificacions paleontològiques encara no han implementat aquesta nova taxonomia i continuen utilitzant Hydrochoeridae per tots els capibares, mentre que utilitzen Hydrochoerinae per al capibara vivent i els seus parents fòssils més propers, com ara Neochoerus. La taxonomia dels hidroquerins fòssils també està en un estat de flux. En els últims anys s'ha reduït substancialment la diversitat d'hidroquerins fòssils Això es deu principalment al fet que les seves dents molars varien molt de forma al llarg de la vida d'un individu. En un cas concret, el material que anteriorment era classificat en quatre gèneres i set espècies diferents basant-se en diferències en la forma dels molars ara es creu que representa exemplars d'edats diferents d'una única espècie, Cardiatherium paranense.